# Trattato di amicizia russo-ucraino
Il Trattato di amicizia, cooperazione e partenariato tra la Federazione Russa e l'Ucraina (noto anche come il "Grande Trattato") fu un accordo bilaterale siglato dai due Paesi il 31 maggio 1997; in esso si stabiliva il principio del partenariato strategico, il riconoscimento dell'inviolabilità dei confini esistenti, il rispetto dell'integrità territoriale nonché l’impegno reciproco a non utilizzare il proprio territorio per nuocere alla sicurezza dei due Stati. Fu siglato tre giorni dopo il Trattato sullo status della flotta del Mar Nero.

## Descrizione
Il trattato impediva sia all'Ucraina sia alla Russia di invadere rispettivamente il paese dell'altro e di dichiarargli guerra. Tuttavia, nel settembre 2018 l'Ucraina annunciò la sua intenzione di non rinnovare l’accordo. In tal modo il trattato è scaduto il 31 marzo 2019.
Fino al 2019 il trattato è stato rinnovato automaticamente ogni 10º anniversario dalla sua firma, a meno che una delle parti non abbia avvisato l'altra della sua intenzione di porre fine all'accordo sei mesi prima della data del rinnovo.
Le relazioni bilaterali tra Russia e Ucraina iniziarono a deteriorarsi irrimediabilmente dall'annessione russa della Crimea nel 2014 e dal sostegno russo alle forze separatiste per la guerra nella regione ucraina del Donbass. Per tutta risposta, il presidente ucraino Petro Porošenko firmò un decreto per non estendere il trattato.